# Lovere
Lovere är en ort och kommun i provinsen Bergamo i regionen Lombardiet i Italien. Kommunen hade 5 193 invånare (2018). Lovere är belägen vid Iseosjöns nordvästra strand. Den har blivit utsedd till en av Italiens vackraste byar på grund av dess ålderdomliga och pittoreska karaktär med stenhus klädda i tegeltak.  

## Bilder

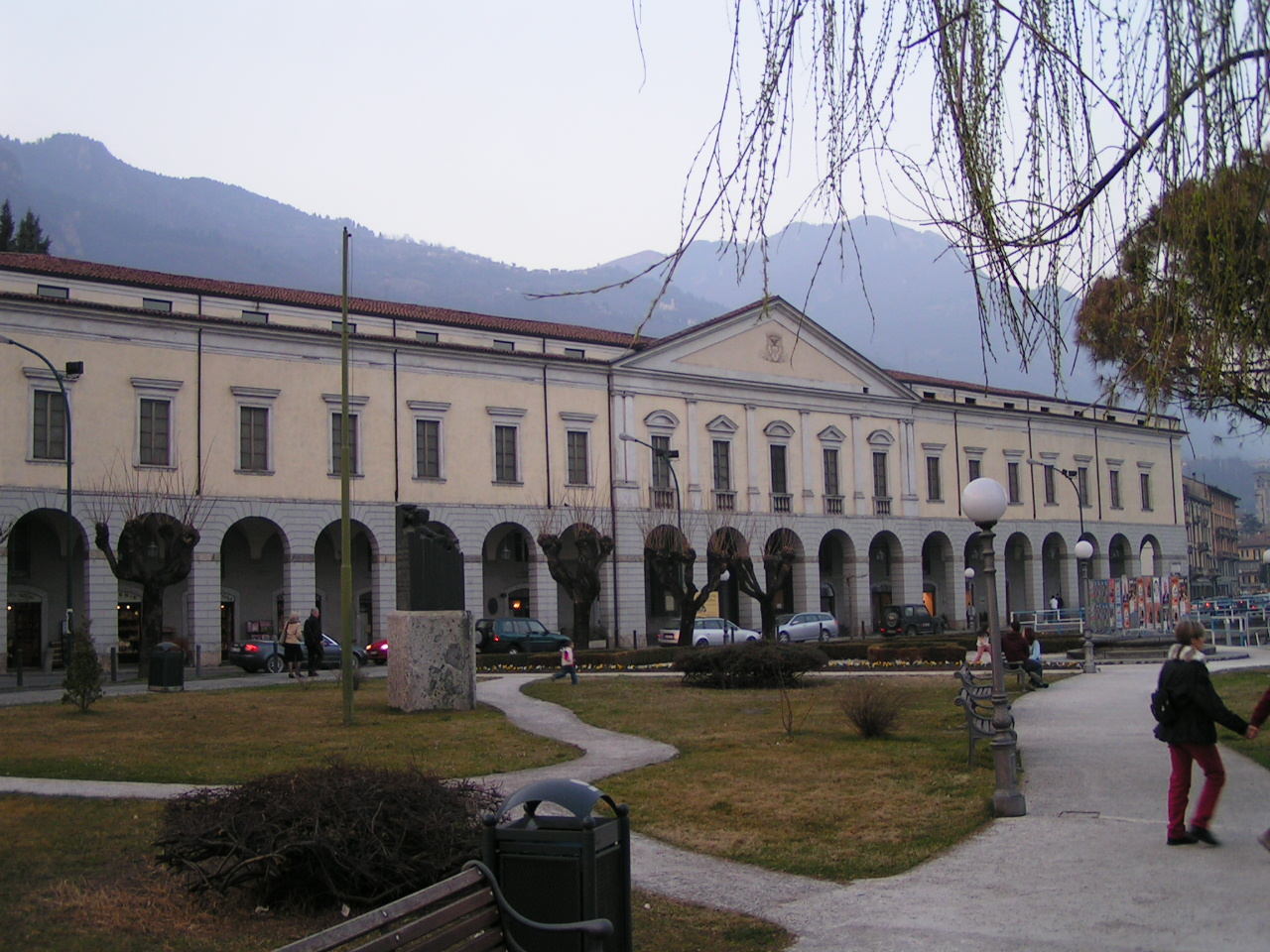
Accademia Tadini. Konstmuseum grundat 1829 av greve Luigi Tadini av Verona. Ställer ut Jacopo Bellini, Francesco Hayez, Antonio Canova, Paris Bordone.
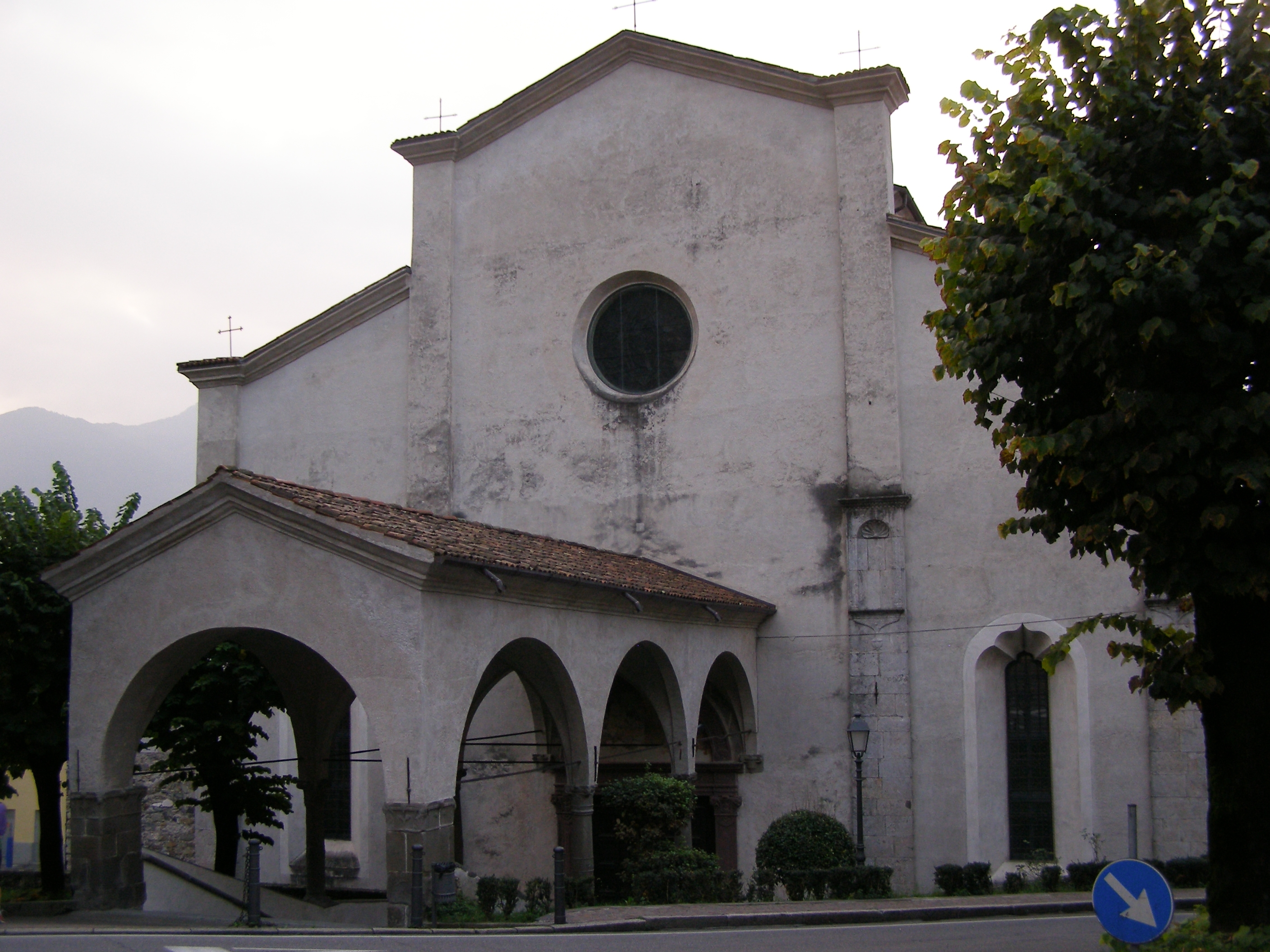
Exteriör av kyrkan Santa Maria in Valvendra, uppförd som en stor basilika 1473–1483.
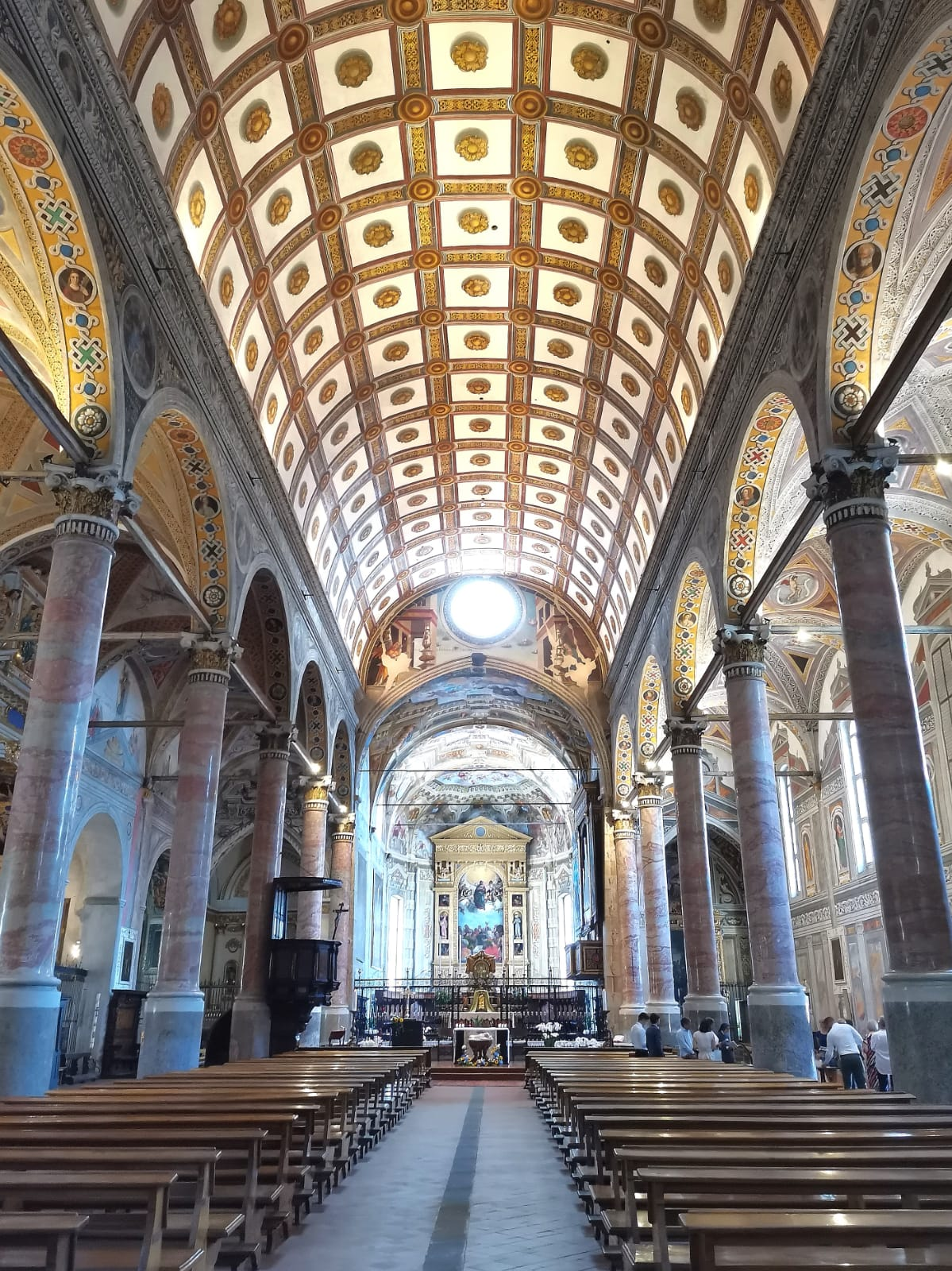
Interiör av kyrkan Santa Maria in Valvendra.
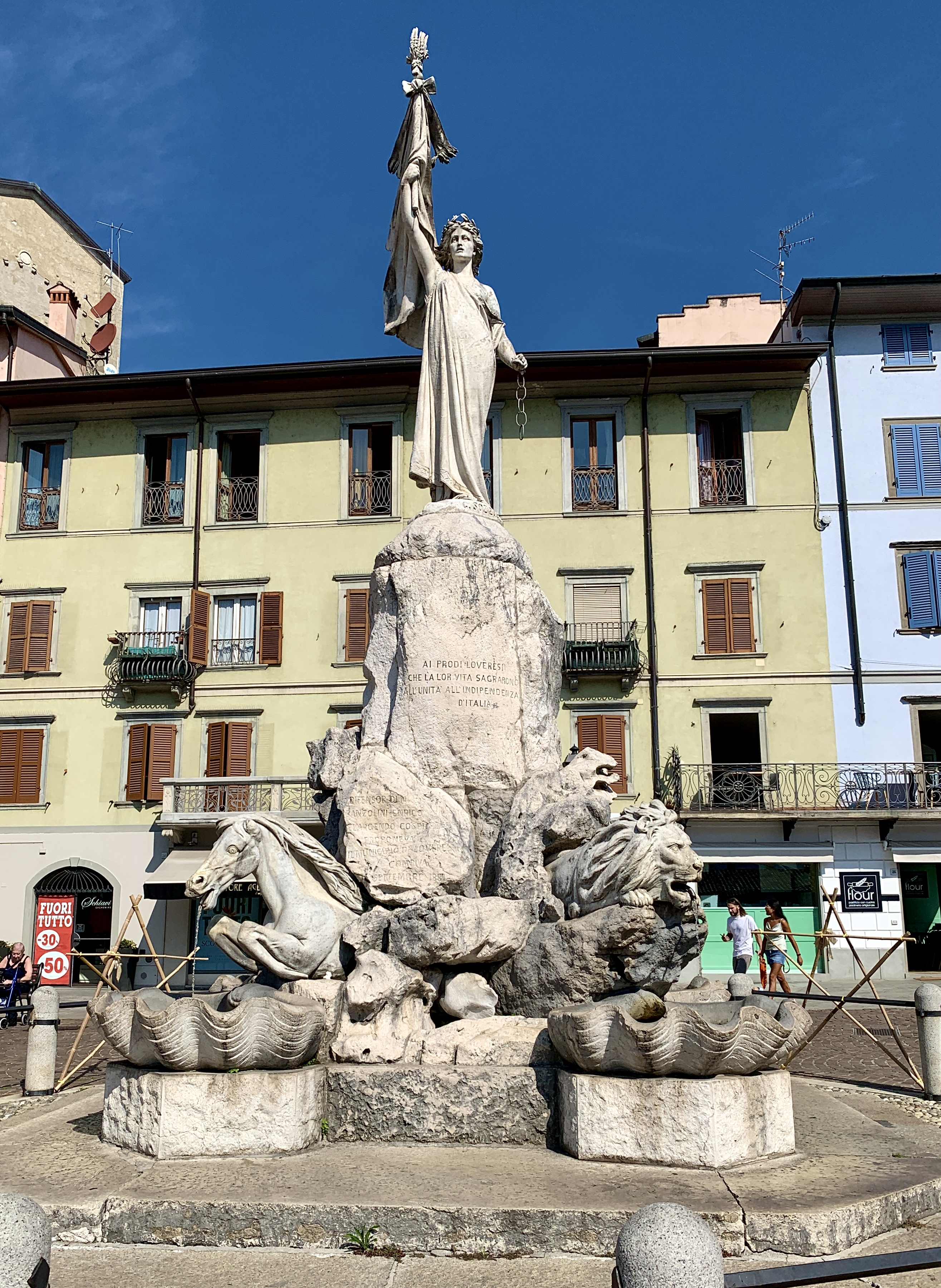
Stadens centrala torg, Piazza 13 Martiri, med fontänen Monumento alla Libertà i mitten.
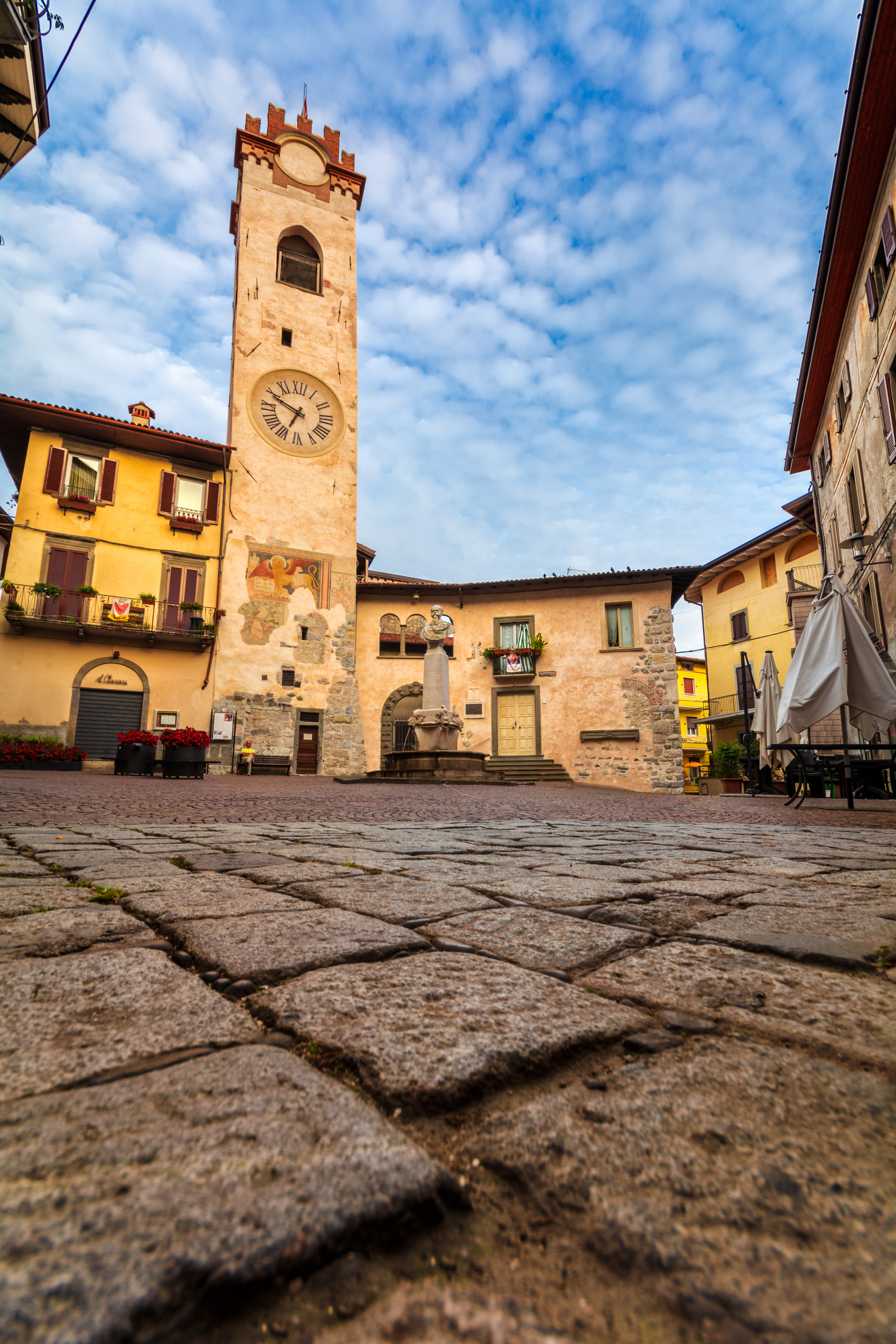
Torre civica uppfördes på 1400-talet och är 28 meter högt.